# Lluïsa de Prússia (gran duquessa de Baden)
Lluïsa de Prússia, gran duquessa de Baden (Berlín 1838 - Baden-Baden 1923). Princesa de Prússia amb el tractament d'altesa reial que contragué matrimoni amb el gran duc Frederic I de Baden.
Nada a Berlín el dia 3 de desembre de l'any 1838 essent filla del kàiser Guillem I de Prússia i de la duquessa Augusta de Saxònia-Weimar-Eisenach. Per via paterna era neta del rei Frederic Guillem III de Prússia i de la duquessa Lluïsa de Mecklenburg-Strelitz i per via materna ho era del gran duc Frederic I de Saxònia-Weimar-Eisenach i de la gran duquessa Maria de Rússia. Lluïsa era besneta del tsar Pau I de Rússia a través de la seva àvia materna.
El dia 20 de setembre de 1856 contragué matrimoni a Berlín amb el gran duc Frederic I de Baden fill del gran duc Leopold I de Baden i de la princesa Sofia de Suècia. La parella s'instal·là a Karlsruhe i tingueren tres fills:
- SM el gran duc Frederic II de Baden, nat a Karlsruhe el 1857 i mort a Badenweiler el 1928. Es casà el 1885 al Castell de Hohenburg amb la princesa Hilda de Luxemburg.

- SAGD la princesa Victòria de Baden, nada el 1862 a Karlsruhe i morta a Roma el 1930. Es casà amb el rei Gustau V de Suècia a Karlsruhe el 1881.

- SAGD el príncep Lluís de Baden, nat a Baden-Baden el 1865 i mort a Friburg de Brisgòvia el 1888.

El dia 28 de setembre de l'any 1907 morí al Castell de Mainau el gran duc Frederic I de Baden, un dels artífexs de la unificació alemanya. La princesa Lluïsa s'establí entre Karlsruhe i Baden-Baden on morí el 23 d'abril de 1923.
Durant el mes de novembre de l'any 1918, el gran duc Frederic II de Baden es va veure obligat a dimitir i a renunciar al govern del Gran Ducat de Baden.